# ذا إكس فاكتور (الولايات المتحدة)
ذا إكس فاكتور هو برنامج منافسة للموسيقى التليفزيونية الأمريكية تم إنشاؤه بواسطة سايمون كاول والذي أنتجته شركة فريمانتل ميديا (FremantleMedia North America) و SYCOtv في شراكة بين سايمون كاول وسوني للترفيه الموسيقي والتي تم بثها على شبكة فوكس التلفزيونية في الفترة من 2011 إلى 2013..
البرنامج مقتبس من النسخة البريطانيا الأصلية في المملكة المتحدة.

## الخريجون
- نيكول ماكلاود
- كارلي روز سونينكلار

## روابط خارجية
- ذا إكس فاكتور على موقع IMDb (الإنجليزية)
- ذا إكس فاكتور على موقع ميتاكريتيك (الإنجليزية)
- ذا إكس فاكتور على موقع كينوبويسك (الروسية)
- ذا إكس فاكتور على موقع قاعدة بيانات الفيلم (الإنجليزية)